# Olympe Audouard
Pour les articles homonymes, voir Audouard.
Olympe Félicité de Jouval, née le 12 mars 1832 à Marseille et morte le 12 janvier 1890 à Nice, est une journaliste, écrivaine voyageuse féministe française. Elle écrit sous le pseudonyme de Feo de Jouval ou de Olympe Audouard. Elle fonde cinq revues.
Elle est l'une des représentantes les plus importantes du mouvement féministe français de la seconde moitié du XIXe siècle.

## Biographie

### Débuts
Elle est élevée par son père, Camille Jouval, un homme aisé ayant beaucoup voyagé.
Olympe Félicité de Jouval se marie, à vingt ans, au notaire marseillais Henri-Alexis Audouard. Au bout de quelques mois, elle demande  la séparation de corps en raison du libertinage de son époux. De cette union est né un enfant dont elle a la garde.
Alexandre Dumas, passant à Marseille, loue ses essais manuscrits. 

« — Que ne venez-vous à Paris ? lui dit-il.

— J’y songeais ! répliqua-t elle. Et elle prit le train, avec l'idée  d’occuper dans les lettres la place de George Sand. »

### À Paris
Arrivée à Paris, elle fréquente, outre Dumas, des célébrités telles que Théophile Gautier, Lamartine, Jules Janin, rencontres qu'elle raconte dans ses mémoires.
Très patriote, elle reste à Paris pendant la guerre de 1870 et, durant le siège de Paris, elle est une des plus dévouées infirmières, prodiguant sans compter ses soins aux blessés.

### Voyages
Son divorce est prononcé en 1885. Elle profite aussitôt de sa liberté retrouvée pour faire, comme écrivaine professionnelle, un long voyage à travers l’Égypte, la Syrie, la Palestine, la Turquie. De là, elle passe en Russie, parcourant l’Allemagne, la Pologne.
Elle revient ensuite à Paris. Elle se lance dans le commerce des modes, mais les affaires conviennent peu à sa nature. Elle écrit un premier roman intitulé Comment aiment les hommes.

### Carrière dans la presse
Elle fonde cinq revues : Le Papillon paraît en janvier 1861, Le Fantaisiste en 1862, Littérature, Arts, Causeries de salons, Chronique du Palais, Histoire, Revue bibliographique et Revue Cosmopolite en juin 1867, et la Revue des Deux Mondes illustrés qui publie des récits de voyages en 1879. Après le dernier numéro de la Revue des Deux Mondes, elle lance une revue qui reprend le nom Le Papillon en avril 1881.
Deux ans après, elle se lance également en politique. Elle demande au ministre de l’Intérieur une autorisation de transformer la Revue cosmopolite en feuille de politique courante ; celui-ci la lui refuse, sous prétexte qu’elle ne pouvait être accordée qu’à un « Français » jouissant de ses droits civils et politiques.

#### Conférencière
Après avoir vivement protesté dans les journaux contre ce nouvel acte de tyrannie masculine, elle part pour l’Amérique, où elle fait, dans les villes des États-Unis, dont Salt Lake City, une série de conférences qui ont un très vif succès.
Elle revendique dans une infinité d’exposés et de publications, à côté de réformes générales dans la législation civile, le divorce, l’égalité politique et sociale pour les femmes, dont le droit de voter et de se présenter aux élections. Le divorce notamment prend une place majeure dans son engagement, elle qui rapporte dans ses mémoires une union avec un cousin adultère de laquelle naissent deux fils, morts à quelques années d'écart.

#### Réception
En 1866, elle gagne un procès qu'elle a elle-même intenté envers La Patrie qui a diffamé Guerre aux hommes, ouvrage qu'elle a écrit cette année-là.
Après avoir provoqué en duel le directeur du Figaro Hippolyte de Villemessant en 1869, elle est très attaquée par Jules Barbey d'Aurevilly, qui professe une grande haine pour le bas-bleuisme. Elle réagit en donnant une conférence publique, qui est publiée. Barbey pense que les femmes de lettres n’ont dans la tête qu’un seul roman, le leur, et qu’elles ne se lassent pas de le raconter au public, qui d’ordinaire n’en avait cure, déploie contre elle un tel acharnement, qu’un beau matin, perdant patience, elle lui adresse un cartel. Barbey ne croit pas devoir accepter ce duel, mais cet incident est une bonne fortune pour la  presse, surtout les journaux à caricatures, qui imaginent pendant quinze jours le combat manqué de Barbey et d’Olympe. Olympe fait rire d’elle, mais Barbey n'est pas épargné non plus.

Possédant un sentiment très vif de la dignité littéraire, un jour vint où, séparée de son mari, elle réclame judiciairement, pour vivre, quelques subsides. Elle présente elle-même au magistrat compétent sa requête qu’elle signe « femme de lettres ». 

« Femme de lettres ! fit le prudhomme avec raideur. Croyez-moi, madame, si vous voulez qu’on s’intéresse à vous, rompez bien vite avec une profession où on ne rencontre que des mangeurs [sic] ou des gens sans aveu [sic], comme Jules Janin, Théophile Gautier, Michelet, Arsène Houssaye et tutti quanti !

— Monsieur, répondit froidement la requérante, avez-vous connaissance d’une statistique publiée, l’année dernière, par ce même Gautier que vous méprisez si fort ?

— Dieu m’en garde !

— Je le regrette, car elle vous aurait appris que, si l’on a vu parfois au bagne des ministres, des procureurs, des avoués, des notaires, voire des magistrats, on n’y a jamais vu de littérateurs ! »

### Fin de vie
Elle meurt des suites d'une congestion pulmonaire à Nice, où elle était venue tenter de soigner sa maladie au soleil, assistée, à ses derniers moments, par la princesse Waronsoff et son fils, le duc de Montelfi.

## Publications
- Le Papillon arts, lettres, industrie, Paris, [s.n.], 1861-1863
- Comment aiment les hommes, Paris, É. Dentu, 1862
- Histoire d'un mendiant, Paris, É. Dentu, 1862
- Un mari mystifié, Paris, É. Dentu, 1863
- Il n'y a pas d'amour sans jalousie et de jalousie sans amour, comédie en un acte et en prose, Paris, É. Dentu, 1863
- Les Mystères du sérail et des harems turcs ; lois, mœurs, usages, anecdotes, Paris, É. Dentu, 1863
- Le Canal de Suez, chapitre détaché d'un livre sur l'Égypte, qui paraîtra prochainement, Paris, É. Dentu, 1864
- Le Luxe des femmes : réponse d'une femme à M. le procureur général Dupin, Paris, É. Dentu, 1865
- Le Luxe effréné des hommes. Discours tenu dans un comité de femmes, Paris, É. Dentu, 1865
- Les Mystères de l'Égypte dévoilés, Paris, É. Dentu, 1865
- Guerre aux hommes, Paris, É. Dentu, 1866
- L'Orient et ses peuplades, Paris, É. Dentu, 1867
- À travers l'Amérique… États-Unis, constitution, mœurs, usages, lois, institutions, sectes religieuses, Paris, É. Dentu, 1866 ; rééd. 1871
- Lettre aux députés, Paris, É. Dentu, 1867
- L'Homme de quarante ans, Paris, É. Dentu, 1868
- Lettre à M. Haussmann, préfet de la Seine, Paris, imp. Balitout, Questroy et Cie, 1868
- À travers l'Amérique ; le Far-West, Paris, É. Dentu, 1869
- La Femme dans le mariage, la séparation et le divorce : conférence faite le 28 février 1870, Paris, É. Dentu, 1870
- M. Barbey-d'Aurevilly ; réponse à ses réquisitoires contre les bas-bleus. Conférence du 11 avril, Paris, É. Dentu, 1870
- La Femme-Homme. Mariage adultère divorce. Réponse d'une femme à M. Alexandre Dumas Fils, Paris, É. Dentu, 1872
- Gynécologie ; la femme depuis six mille ans, Paris, É. Dentu, 1873
- L'Amie intime, Paris, 1873
- La Morale officielle S. V. P., lettre à M. de Goulard, ministre de l'Intérieur, Paris, É. Dentu, 1873
- Les Mondes des esprits, ou la Vie après la mort, Paris, É. Dentu, 1874
- Les Nuits russes, Paris, É. Dentu, 1876
- Le Secret de la belle-mère, Paris, É. Dentu, 1876
- L'Amour, le matérialisme, le spiritualiste, le complet et divin..., Paris, É. Dentu, 1880
- Les Roses sanglantes, Paris, É. Dentu, 1880
- Les Soupers de la Princesse Louba d'Askoff : drame d'amour et de nihilisme, Paris, É. Dentu, 1880
- Voyage au pays des boyards ; étude sur la Russie actuelle, Paris, É. Dentu, 1881
- Les Escompteuses, études parisiennes, Paris, É. Dentu, 1883
- Silhouettes parisiennes, Paris, C. Marpon et E. Flammarion, 1883
- Pour rire à deux : contes, Paris, C. Marpon et E. Flammarion, 1884
- Voyage à travers mes souvenirs : ceux que j'ai connus ce que j'ai vu, Paris, É. Dentu, 1884
- Singulière nuit de noce, drame de la vie parisienne, Paris, C. Marpon et E. Flammarion, 1886